# William L. Abingdon
William L. Abingdon (2 de mayo de 1859 – 17 de mayo de 1918) fue un actor de teatro de origen británico. Aparte de su extensa carrera en las tablas, también apareció en cuatro películas mudas durante los años 1910.

## Filmografía
- Manon Lescaut (1914)
- The Kiss of Hate (1916)
- Panthea (1917)
- Fedora (1918)